# Liverpooli Emília
A Liverpooli Emília (olaszul Emilia di Liverpool) Gaetano Donizetti kétfelvonásos operája (opera semiseria). A mű szövegkönyvírója ismeretlen. A mű alapja Vittorio Trento 1817-ben, Nápolyban bemutatott Emilia di Laverpaut című operája, amely a maga során Stefano Scatizzi azonos című színdarabján alapul, amelynek forrása August von Kotzebue Emilia, ossia La benedizione paterna című melodrámája. A művet 1828-ban átdolgozta L’eremitaggio di Liverpool, azaz A liverpooli remetelak cím alatt. Ekkor Giuseppe Checcherini új szövegkönyvet írt hozzá. Az átdolgozott változatot 1828. március 8-án mutatták be a nápolyi Teatro Nuovóban. Magyarországon egyik változatot sem játszották.

## Szereplők
| Szereplő                      | Hangfekvés   | Az ősbemutató szereposztása |
| ----------------------------- | ------------ | --------------------------- |
| Emilia                        | szoprán      | Teresa Stolz                |
| Claudio di Liverpool, az apja | basszus      | Giuseppe Fioravanti         |
| Federico                      | tenor        | Domenico Zilioli            |
| Dom Romualdo                  | basszus      | Carlo Casaccia              |
| Candida, a lánya              | mezzoszoprán | Francesca Ceccherini        |
| Luigia                        | szoprán      |                             |
| A gróf                        | basszus      |                             |
| Cselszövők                    |              |                             |

## Cselekménye

### Első felvonás
Emília egyedül maradt, hiszen apja, az egykori vagyonos hajózási vállalkozó nyomtalanul eltűnt. Házukat a falubeliek remetelakként emlegetik. A helyi pletykák arról szólnak, hogy Emília apját, Claudiót a bennszülöttek gyilkolták meg, de arról is beszélnek, hogy tulajdonképpen csak fogságba esett. Candida, a házvezetőnő az egyetlen aki kitart Emília mellett, sőt bizonyos arról, hogy Claudiót a rosszakarói tőrbe csalták és meg akarják szerezni vagyonát. Emília édesanyja is halott. A lány bűnösnek érzi magát, mert szerelmes lett egy fiatal tisztbe, de kapcsolatukat az anyja ellenezte és egy francia nemesnek ígérte oda kezét. A tiszt rábeszélte, hogy szökjenek meg, de a szökés előkészületének éjjelén anyja meghalt. Azóta Emília éjjelente mindig anyját látja maga előtt, mintha szelleme kísértené. A lány ezt úgy értelmezi, hogy vezekelnie kell és úgy érzi ezt csakis úgy valósíthatja meg, ha segít a rászorulókon. Ezért minden reggel alamizsnát oszt a falu szegényeinek. A falu életét az egyik napon váratlan esemény zavarja meg: egy óriási vihar kerekedik ami a határban áthaladó lovaskocsit is felborítja. Az utasok egy francia nemes, Don Romualdo, Luigia, egy francia lány és az apja, a süket gróf, valamint a Don titkára. Emília befogadja őket. Don Romualdo elmeséli, hogy most éppen Olaszországba készül feleségül venni Romualdót, de azt is hozzáteszi, hogy évekkel ezelőtt ide, Angliába készült, hogy feleségül vegyen egy nőt, de házasságukat a lány anyjának hirtelen halála megakadályozta. Emíliának hirtelen minden ismerőssé válik, s amikor meghallja a Don nevét, már biztos abban, hogy ő volt a lány, akit eljegyeztek és Don Romualdo az anyja által kiszemelt francia nemes. Időközben megérkezik a házba az az ismeretlen tengerész is, akik segített kimenteni a felborult kocsi utasait.

### Második felvonás
Amikor az ismeretlen kettesben marad Emíliával elkezdi faggatni a lányt a családjáról. Amikor megismeri a lány történetét és meglátja annak könnyeit felfedi kilétét: ő Claudio, az elveszettnek hitt családfő. Apa és leánya boldogan ölelik át egymást. Federico elmondja a Donnak, hogy valamikor katona volt és meg akart szöktetni egy lányt, mert szerette, de annak családja ellenezte kapcsolatukat. Éppen itt tart a történetben, amikor megjelenik a tengerész és arra kéri őt, hogy kísérje el, mert mutatni szeretne valamit. A kriptában  Federico elborzadva fedezi fel az egyik síremléken az egykor szeretett lány anyjának a képmását. Claudio felfedi kilétét és párbajra hívja ki, de Federico nem akar az egykor szeretett lány apjára kezet emelni. Elmondja, megbűnhődött már tetteiért, hisz rangját, vagyonát, mindenét elvesztette, s csak a Donnak köszönheti, hogy egyáltalán van hol lehajtania a fejét. Candida közben megsejtette apja szándékát és fellármázta a házat, így időben sikerült megakadályozni a vérontást. Federico bocsánatot kér Claudiótól és megkéri a leány kezét. Az apa csak akkor enged, amikor Candida is biztosítja a férfi iránti szerelméről.